# DeForest Buckner
DeForest George Buckner (nacido el 17 de marzo de 1994) es un jugador profesional estadounidense de fútbol americano que juega en la posición de defensive tackle y actualmente milita en los Indianapolis Colts de la National Football League (NFL).

## Biografía
Buckner asistió a la preparatoria Punahou School en Honolulu, Hawái, donde practicó fútbol americano y baloncesto. Al finalizar la preparatoria, fue considerado como un atleta de cuatro estrellas y el 17.º mejor defensive end de la nación por Rivals.com.
Posteriormente, asistió a la Universidad de Oregon donde jugó con los Oregon Ducks desde 2012 hasta 2015. Jugó en los 13 juegos como verdadero estudiante de primer año en 2012, y registró 29 tacleadas, 2.5 tacleadas para pérdida de yardas y 1.0 captura (sack). Como estudiante de segundo año en 2013, Buckner inició ocho de 13 juegos, registrando 39 tacleadas, 3.5 para pérdida de yardas y 2.5 capturas. Como júnior en 2014, terminó el año con 81 tacleadas, 13 para pérdida de yardas y 4.0 capturas. Buckner fue considerado una posible selección de primera ronda en el Draft de la NFL, pero decidió regresar en su temporada sénior para graduarse y mejorar sus habilidades. Como sénior en 2015, Buckner mejoró aún más y logró marcas personales con 83 tacleadas, 17 tacleadas para pérdida de yardas y 10.5 capturas. Después de su temporada sénior, fue votado como el Jugador Defensivo del Año Pac-12 de 2015 por los entrenadores del Pac-12, uniéndose a Haloti Ngata como el segundo jugador de Oregon en ganar el premio, y anunció oficialmente que ingresaría al Draft de la NFL de 2016, y fue considerado uno de los mejores alas defensivas del draft.

## Carrera

### San Francisco 49ers
Buckner fue seleccionado por los San Francisco 49ers en la primera ronda (puesto 7) del Draft de la NFL de 2016, y firmó un contrato de cuatro años por $18.19 millones totalmente garantizado y un bono por firmar de $11.42 millones. Buckner terminó su año de novato con 73 tacleadas, seis capturas, dos recuperaciones de balón suelto y una desviación de pase en 15 juegos y como titular. Lideró a todos los linieros defensivos de la NFL con 1,108 jugadas en la temporada y ocupó el tercer lugar con sus 73 tacleadas, por detrás de Damon Harrison y Linval Joseph. Las seis capturas de Buckner ocuparon el cuarto lugar entre los novatos.
En 2017, Buckner terminó su segunda temporada con 61 tacleadas, cinco pases desviados, tres capturas y un balón suelto forzado en 16 juegos como titular.
En 2018, Buckner terminó su tercera temporada con 67 tacleadas, tres desvíos de pase, una recuperación de balón suelto y un récord personal de 12 capturas, la mayor cantidad de un jugador de los 49ers desde que Aldon Smith tuvo 19.5 durante la temporada 2012. Fue nombrado para su primer Pro Bowl como resultado de su buen rendimiento.
El 24 de abril de 2019, los 49ers ejercieron la opción de quinto año sobre el contrato de Buckner. Terminó la temporada 2019 con 62 tacleadas, 7.5 capturas, dos balones sueltos forzados, cuatro recuperaciones de balones sueltos, dos desvíos de pase y un touchdown en 16 juegos como titular, por lo que el 3 de enero de 2020 fue nombrado al segundo equipo All-Pro. En el Super Bowl LIV contra los Kansas City Chiefs, Buckner capturó al mariscal de campo Patrick Mahomes 1.5 veces durante la derrota por 31-20.

### Indianapolis Colts
El 18 de marzo de 2020, los 49ers cambiaron a Buckner a los Indianapolis Colts a cambio de su selección de primera ronda en el Draft de la NFL de 2020. Luego firmó una extensión de contrato por cuatro años y $84 millones, convirtiéndolo en el segundo tackle defensivo mejor pagado.
En la Semana 15 contra los Houston Texans, Buckner registró tres capturas ante el mariscal de campo Deshaun Watson, la más alta de su carrera, incluyendo un balón suelto que fue recuperado por los Colts en la victoria por 27-20, por lo que fue reconocido como el Jugador Defensivo de la Semana de la AFC. También fue nombrado Jugador Defensivo del Mes de la AFC por su actuación en diciembre. El 8 de enero de 2021, Buckner fue nombrado al primer equipo All-Pro luego de terminar la temporada con 58 tacleadas, 9.5 capturas, dos balones sueltos forzados y uno recuperado en 15 juegos.

## Estadísticas generales
|  | Seleccionado al Pro Bowl |

| Año   | Equipo | Juegos | Juegos | Tacleadas | Tacleadas | Tacleadas | Tacleadas | Intercepciones | Intercepciones | Intercepciones | Intercepciones | Intercepciones | Intercepciones | Balones sueltos | Balones sueltos | Balones sueltos | Balones sueltos |
| Año   | Equipo | GP     | GS     | Comb      | Total     | Ast       | Sck       | PDef           | Int            | Yds            | Avg            | Lng            | TDs            | FF              | FR              | Yds             | TDs             |
| ----- | ------ | ------ | ------ | --------- | --------- | --------- | --------- | -------------- | -------------- | -------------- | -------------- | -------------- | -------------- | --------------- | --------------- | --------------- | --------------- |
| 2016  | SF     | 15     | 15     | 73        | 43        | 30        | 6.0       | 1              | --             | --             | --             | --             | --             | 0               | 2               | 0               | 0               |
| 2017  | SF     | 16     | 16     | 61        | 45        | 16        | 3.0       | 5              | --             | --             | --             | --             | --             | 1               | 0               | --              | --              |
| 2018  | SF     | 16     | 16     | 67        | 44        | 23        | 12.0      | 3              | --             | --             | --             | --             | --             | 0               | 1               | 0               | 0               |
| 2019  | SF     | 16     | 16     | 62        | 34        | 28        | 7.5       | 2              | --             | --             | --             | --             | --             | 2               | 4               | 12              | 1               |
| 2020  | IND    | 15     | 14     | 58        | 37        | 21        | 9.5       | 3              | --             | --             | --             | --             | --             | 2               | 1               | 0               | 0               |
| Total | Total  | 78     | 77     | 321       | 203       | 118       | 38.0      | 14             | --             | --             | --             | --             | --             | 5               | 8               | 12              | 1               |

Fuente: Pro-Football-Reference.com

## Vida personal
Buckner es cristiano. Fue bautizado el 19 de octubre de 2020.